# Церква Різдва Богородиці (Кодня)
Це́рква Різдва́ Богоро́диці — православний храм у селі Кодні Житомирського району Житомирської області.

## Опис
Однобанний храм виконаний із цегли в стилі класицизму. 
На стінах фасаду храму масивний портал з чотирма колонами, а верхів'я прикрашає кругла баня ледь приплюснутої форми. В інтер'єрі церкви збереглися декоративні розписи початку ХХ століття.
Через свої чотири великі колони та прямокутні форми церква сильно нагадує традиційні храми Стародавньої Греції та Риму, але ближче все ж таки до храмів останнього, адже має тосканський архітектурний ордер.
В цілому церква є досить великою й гарною та сильно відрізняється від звичних сільських храмів.

## З історії храму
Церква Різдва Богородиці у Кодні збудована в 1841 році на гроші поміщика Михайла Корженєвського. 
У 1865 році (за іншою інформацією в 1863-му) на кошти парафіян збудували цегляну триярусну дзвіницю. Як і храм вона виконана в стилі класицизму.
Разом із дзвіницею церква Різдва Богородиці в Кодні має статус пам'ятки архітектури.

## Галерея

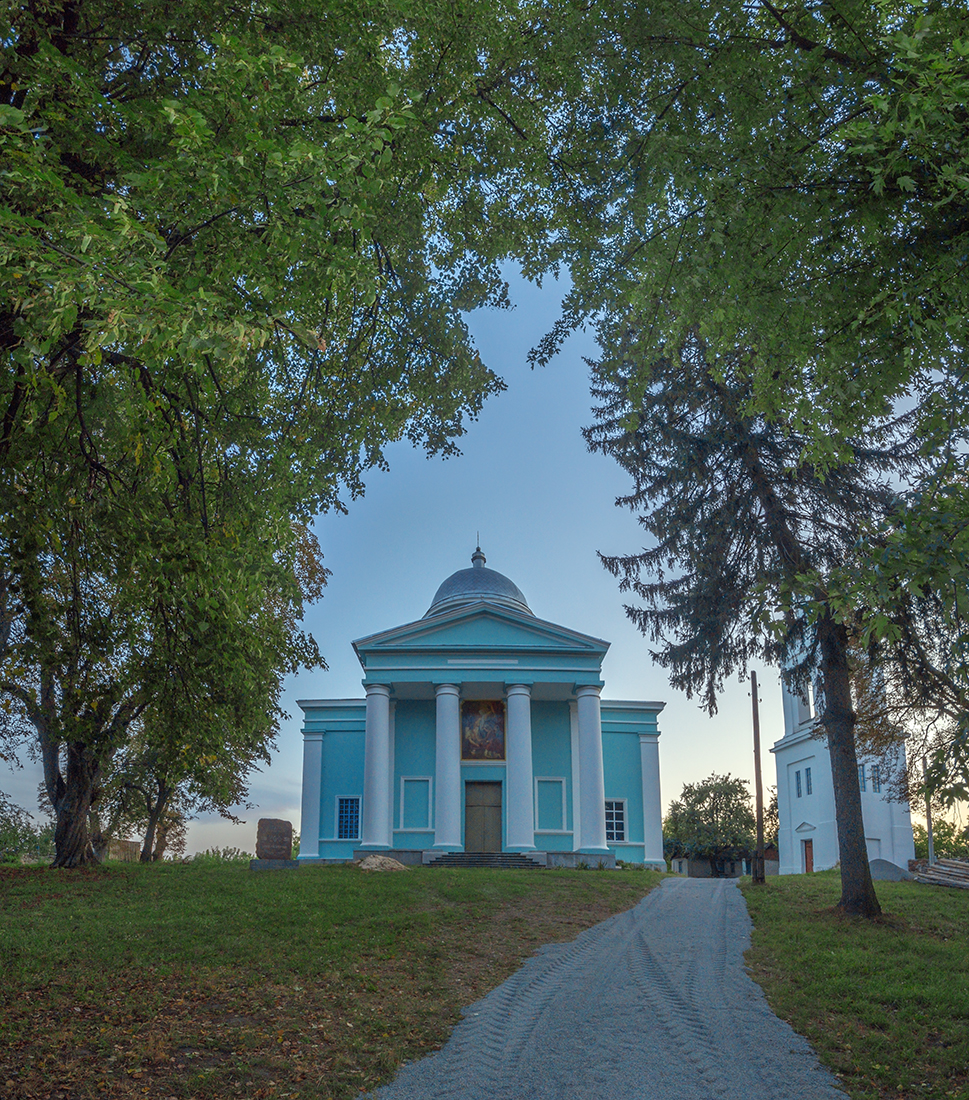
Церква та подвір'я храму
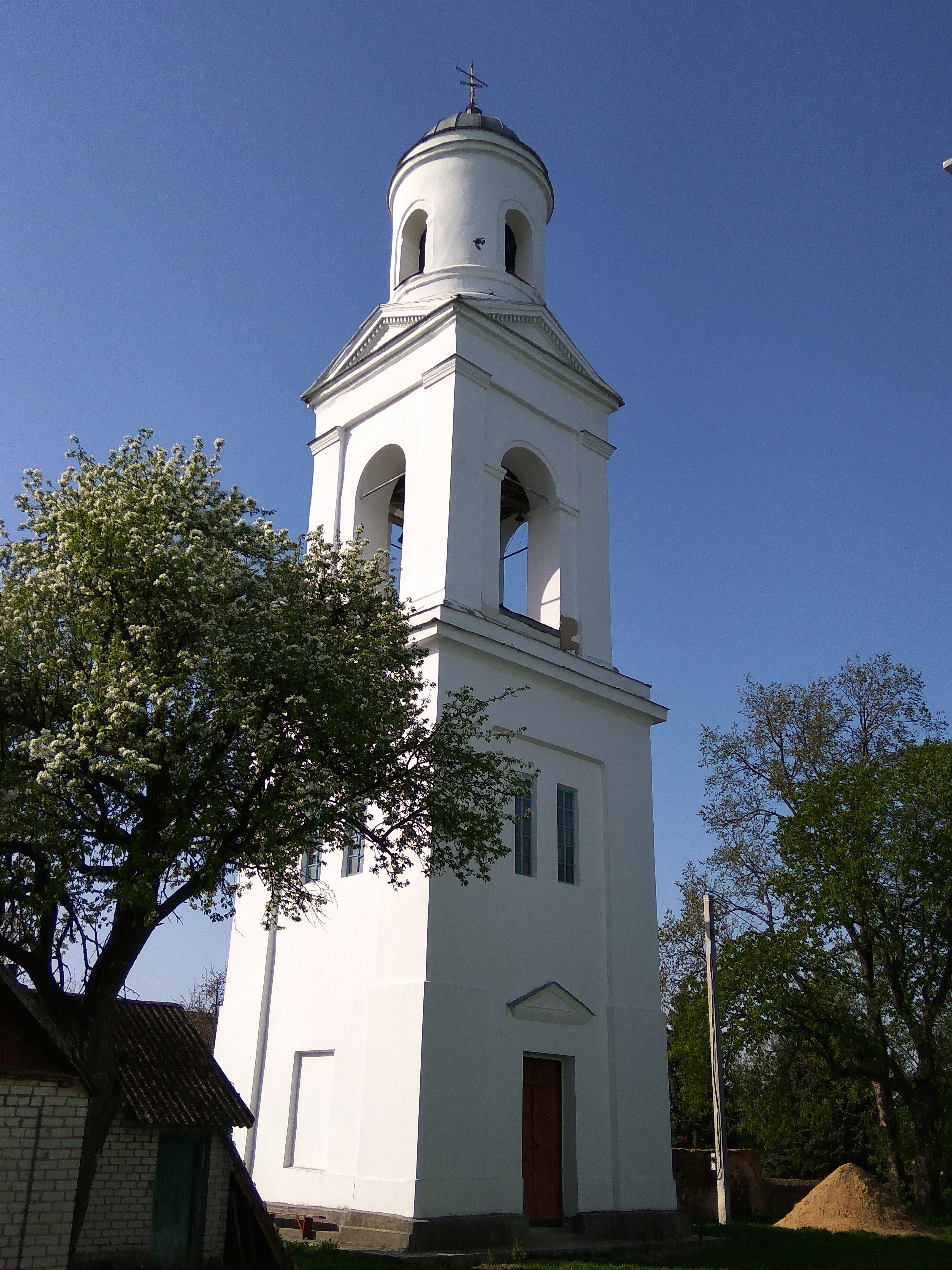
Дзвіниця
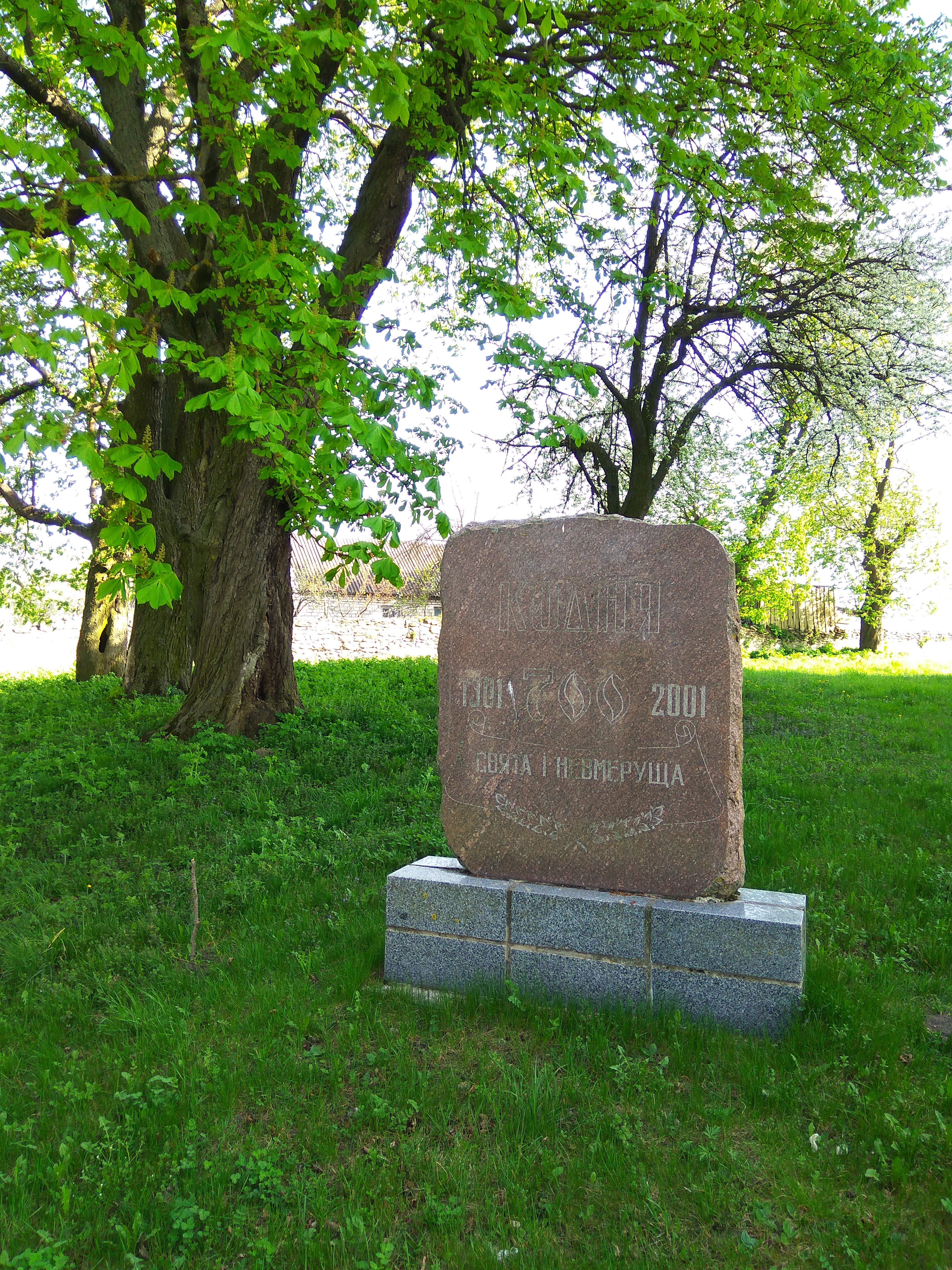
Пам'ятний знак на території церкви